# كنيسة السريان الأرثوذكس (بيت لحم)
كنيسة السريان الأرثوذكس (تسمى أيضا كنيسة العذراء مريم) هي أحد كنائس بيت لحم في فلسطين، تأسست بين عامي 1922 و1928. يعود تاريخ الكنيسة إلى أقدم المجتمعات التي عاشت في أنطاكيا وهي مدينة يونانية قديمة في تركيا تأسست على يد القديس بطرس عام 37 ميلادي. شيدها أفراد من رعية السريان الذين أتوا إلى فلسطين كحجاج ولاجئين عام 1838. تقع الكنيسة في حوش السريان في حارة الحريزات، وتبرز لوحات جدارية للقديسين وقصص من الإنجيل، وتحتوي على كتب وأيقونات قيمة.